# Supercross
Supercross é um filme americano de 2005, do gênero ação, dirigido por Steve Boyum.

## Sinopse
K.C. Carlyle (Howey) e Trip (Vogel) são irmãos que competem no supercross, um rali envolvendo motos em uma estrada de terra artificial. K.C. aceita um negócio lucrativo para correr em uma equipe patrocinada por uma fábrica e deixa para trás seu irmão para financiar sua própria corrida. Quando um acidente cancela a viagem, K.C. resolve suas diferenças com ele, e na viagem ajuda treinar KC para ganhar o campeonato de supercross.

## Elenco
- Steve Howey - K.C. Carlyle
- Mike Vogel - Trip Carlyle
- Cameron Richardson - Piper Cole
- Sophia Bush - Zoe Lang
- Channing Tatum - Rowdy Sparks
- Ian Michael Kintzle - Tyler
- Robert Carradine - Clay Sparks
- Robert Patrick - Earl Cole
- Aaron Carter - Owen Cole
- J. D. Pardo - Chuy
- Jamie Little - Ela mesma
- Ricky Carmichael - Ele mesmo

## Trilha Sonora
1. Saturday Night - 4:01 - (Ozomatli)
2. Pirates - 2:20 - (Bullets and Octane)
3. California Records - - (Longbeach Shortcuts)
4. Make Them Believe - 3:47 - (Fu Manchu)
5. That's the Way It Is - 3:12 - (Powerman 5000)
6. Tear Up This Town - 3:27 - (Leif Garrett)
7. Chemical - 3:48 - (Joseph Arthur) (aka Start Trouble)
8. Get Out Alive - 3:27 - (Socialburn)
9. Days of My Life - 4:00 - (City of London)
10. Ride of Your Life - 3:00 - (John Gregory)
11. Things I've Done - 5:00 - (Natural)
12. Everytime - 4:00 - (Rusty Truck)
13. Every Second - 3:00 - (Change of Pace)